# تپه ریگی
تپه ریگی مربوط به سده‌های اولیه دوران‌های تاریخی پس از اسلام است و در شهرستان دامغان، بخش مرکزی، دهستان حومه، روستای شمس‌آباد واقع شده و این اثر در تاریخ ۲۷ اسفند ۱۳۸۷ با شمارهٔ ثبت ۲۶۳۵۲ به‌عنوان یکی از آثار ملی ایران به ثبت رسیده است.